# 红嗜热盐菌科
红嗜热盐菌科（学名：Rhodothermaceae）为红嗜热盐菌目的一个科。此科的模式属为红嗜热盐菌属(Rhodothermus)。

## 下级分类
- Natronotalea Sorokin et al., 2017
- 红嗜热盐菌属 Rhodothermus Alfredsson et al., 1995